# Aguaytía
Aguaytía – miasto w Peru, w regionie Ukajali, w Prowincji Padre Abad.